# Netball ai XVI Giochi del Commonwealth
Le competizioni di netball ai XVIII Giochi del Commonwealth si sono svolte dal 14 al 21 settembre 1998.

## Podi
| Evento    | Oro       | Argento       | Bronzo      |
| Femminile | Australia | Nuova Zelanda | Inghilterra |